# 懷特普萊恩斯 (內華達州)
懷特普萊恩斯（英語：White Plains）是位於美國內華達州邱吉爾縣的鬼鎮。

## 歷史
懷特普萊恩斯的郵局於1879年設立，其後於1909年停運。

## 地理
懷特普萊恩斯所處的海拔為高於海平面1213米（即3980英呎），而該地所採用的時區為UTC-8，即太平洋时区（PST）。同時該地設有夏令時間，為UTC-8調快一小時，即UTC-7（PDT）。